# Mário Freitas
Mário Freitas (Lisboa, 9 de Maio de 1972) é um  argumentista, editor, designer e empresário de banda desenhada português.
Criador e argumentista da série Super Pig, editou e legendou igualmente a série C.A.O.S., para além de A Fórmula da Felicidade e praticamente todos os álbuns publicados pela Kingpin Books, editora e livraria especializada que dirige. Fez ainda a arte-final das primeiras edições de Super Pig (com lápis de Carlos Pedro) e do álbum Mucha, escrito por David Soares e desenhado por Osvaldo Medina.
Nas duas primeiras edições dos Prémios Profissionais de Banda Desenhada, em 2013 e 2014, Mário Freitas venceu as categorias de Legendador do Ano e Designer de Publicação do Ano, pelos álbuns O Baile, de Nuno Duarte e Joana Afonso, e Super Pig: O Impaciente Inglês, escrito pelo próprio e desenhado por André Pereira. Adicionalmente, esteve já 4 vezes nomeado para Melhor Argumentista Nacional (3 vezes nos Prémios Nacionais Amadora BD, pelos 3 álbuns da série Super Pig - LiveHate, Roleta Nipónica e O Impaciente Inglês - e uma vez nos PPBD), não tendo, porém, conquistado ainda essa categoria. Como editor, conta com 7 prémios nas 3 últimas edições dos Prémios Nacionais Amadora BD e 9 prémios nas duas primeiras edições dos PPBD, tornando a Kingpin Books na editora portuguesa mais premiada dos últimos anos, graças a autores como David Soares, Osvaldo Medina, Nuno Duarte, Joana Afonso, André Oliveira, André Pereira e Tony Sandoval.
Coordenou a antologia de BD Crumbs (2014), totalmente escrita em Inglês e composta por 12 histórias curtas de autores portugueses, incluindo "Orwell, The Soviet Cat", com argumento do próprio e ilustrado por Sérgio Marques. A antologia em questão foi lançada durante o Thought Bubble Festival em Leeds, Inglaterra, com o objectivo de servir de mostra à melhor BD que se faz em Portugal.

## Obras
- Super Pig - LiveHate
- Super Pig - Roleta Nipónica
- Super Pig - O Impaciente Inglês
- The Soviet Cat
- O Último Pollock

## Links
- Iniciativa BD
- Kingpin Books